# Onthophagus muelleri
Onthophagus muelleri es una especie de insecto del género Onthophagus, familia Scarabaeidae, orden Coleoptera.

## Historia
Fue descrita científicamente por Novak en 1921.